# Progress MS-10
Progress MS-10 (w oznaczeniach NASA jako Progress 71 lub 71P) – misja statku transportowego Progress, prowadzona przez rosyjską agencję kosmiczną Roskosmos na potrzeby zaopatrzenia Międzynarodowej Stacji Kosmicznej. Pierwotny termin startu (31 października) został przesunięty na 16 listopada w związku z awarią misji Sojuz MS-10.

## Ładunek
Całkowity ładunek, który Progress MS-10 dostarczył na Międzynarodową Stację Kosmiczną,  ważył około 2450 kg. Statek dostarczył żywność, paliwo, gazy i inne zaopatrzenie.